# Ichneumon acicularis
Ichneumon acicularis es una especie de insecto del género Ichneumon de la familia Ichneumonidae del orden Hymenoptera.
 Fue descrito por Geoffroy en 1785.